# 桑林寺 (白朗县)
桑林寺，位于西藏自治区日喀则地区白朗县曲奴乡桑林村，是一座藏传佛教寺院。

## 简介
桑林寺是位于西藏自治区日喀则地区白朗县曲奴乡桑林村的一座藏传佛教寺院。
该寺所在的曲奴乡位于白朗县府西南，距离白朗县府15公里。